# Ingegärd Sundell
Ruth Astrid Ingegärd Sundell, tidigare Skanåker, ogift Hallgren, född 6 juni 1939 i Helsingborgs Maria församling i dåvarande Malmöhus län, är en svensk journalist, författare och trubadur. Hon har skrivit musikaler, visor och böcker för både barn och vuxna.
Sundell har arbetat som lärare och journalist. Numera uppträder hon som trubadur med egna visor. Hon har skrivit både text och musik till albumen Häxbål (1999) och Om människor och andra djur (2002). I albumet En skvallerdröm (2011), är texterna av Gustaf Fröding. 
Hennes verk Vinterskymning (med musik av Steven Hansen) finns utgiven 2009 av Helsingborgs kammarkör med Ola Hedén på skiva betitlad efter nämnda sång.
Sundell har gett ut två barn/ungdomsböcker: Mr Nobody (2007) och Nu befriar vi Elvis sa sommarkatten Madonna (2009). I april 2018 lanserades intrigromanen Dödande begär  och i april 2020 romanen mina flickor dansar inte.  Den senare baseras på författarens egna erfarenheter av utbildningen till lärare 1958–1960. 
Samtliga produktioner är utgivna på förlaget ordOton, Höganäs.
Ingegärd Sundell är dotter till folkskolläraren Ingvar Hallgren och författaren Elly Hallgren. Hon var 1958–1984 gift med Ragnar Skanåker (född 1934) och därefter 1989 till makens död med Sven Sundell (född 1934, död 2016).